# لیانگ کوآن
لیانگ کوآن (انگلیسی: Leung Kwan؛ ۱۸۱۵ – ۱۸۸۷) استادِ هنرهای رزمی اهل چین بود.
او دارای القابی چون «سه پُل آهنی» و «تیت کیو سام» بود و استادبزرگ سبک «هونگ جیا» و یکی از ده ببر کانتون بود.